# Итемген (село)
Итемге́н (каз. Итемген) — упразднённое село в Енбекшильдерском районе Акмолинской области Казахстана. Входило в состав Мамайского сельского округа.

## География
Село располагалось возле озера Итемген, в южной части района, на расстоянии примерно 53 километров (по прямой) к юго-востоку от административного центра района — города Степняк, в 22 километрах к югу от административного центра сельского округа — села Мамай.
Абсолютная высота — 302 метров над уровнем моря.
Ближайшие населённые пункты: село Тастыадыр — на востоке, село Шошкалы — на западе, село Мамай — на севере.

## История
Постановлением акимата Акмолинской области от 13 декабря 2008 года N A-9/561 и решением Акмолинского областного маслихата от 13 декабря 2008 года N 4C-11/16 село Итемген было упразднено и исключено из учётных данных в связи с выездом жителей.

## Население
В 1989 году население села составляло 149 человек (из них казахи — 51 %, русские — 34 %).